# Salvatore Siino
Salvatore Siino (ur. 5 października 1904 w Capaci, zm. 8 października 1963) – włoski duchowny rzymskokatolicki, arcybiskup, dyplomata papieski.

## Biografia
5 kwietnia 1930 otrzymał święcenia prezbiteriatu i został kapłanem archidiecezji Monreale.
27 października 1953 papież Pius XII mianował go nuncjuszem apostolskim na Dominikanie oraz arcybiskupem tytularnym pergijskim. 29 listopada 1953 przyjął sakrę biskupią z rąk wikariusza generalnego Rzymu kard. Clemente Micary. Współkonsekratorami byli sekretarz Świętej Kongregacji Nadzwyczajnych Spraw Kościelnych abp Antonio Samorè oraz arcybiskup Monreale Francesco Carpino.
14 marca 1959 przeniesiony na urząd nuncjusza apostolskiego na Filipinach, którą to funkcję pełnił do śmierci 8 października 1963. Jako ojciec soborowy wziął udział w drugiej sesji soboru watykańskiego II.